# Corneli Marcial
Corneli Marcial (en llatí Cornelius Martialis) va ser un tribú militar acusat d'estar implicat en la conspiració de Gai Calpurni Pisó contra l'emperador Neró.
Va ser privat del seu càrrec de tribú pels pretorians l'any any 66. Més tard va servir a l'exèrcit de Flavi Sabí contra les forces de Vitel·li, i va morir en l'incendi del Capitoli l'any 69 aC.